# 徐欢
徐欢（1999年3月6日—），中国足球运动员 ，中国国家女子足球队成员，司职守门员。她曾随国家队参加2018年、2022年亚洲杯女子足球赛，以及2019年、2023年女足世界杯。